# Копейчиков, Владимир Владимирович
Влади́мир Влади́мирович Копе́йчиков  (17 ноября 1923, Харьков — 9 июня 2002) — советский и украинский правовед, доктор юридических наук, профессор, академик Академии правовых наук Украины, заслуженный деятель науки и техники Украины. Участник Великой Отечественной войны.

## Биография
Копейчиков Владимир Владимирович окончил Харьковский юридический институт в 1948 году, продолжил обучение в аспирантуре. В течение 1953-1971 гг работал доцентом, и.о. профессора кафедры теории государства и права, учёным секретарём учёного совета Харьковского юридического института.

1971 — переехал в Киев, где до 1978 года работал профессором юридического факультета Киевского государственного университета им. Т. Г. Шевченко. С 1978 года — старший научный сотрудник отдела прав человека Института государства и права АН СССР, с 1983 года и до смерти в 2002 — профессор кафедры теории государства и права Национальной академии внутренних дел Украины.

Автор более 250 научных работ. Под его руководством подготовлено 6 докторов наук и 24 кандидата наук.
Скончался 9 июня 2002 года; похоронен на Байковом кладбище; участок №52а.

### Личная жизнь
Сыновья:
- Владимир (род. 1953),
- Иван (род. 1964), нотариус.

## Награды
Владимир Владимирович Копейчиков был награждён орденами:
- 1996 — Почётный знак отличия Президента Украины;
- 1998 — Орден князя Ярослава Мудрого V степени;
- Орден Отечественной войны I степени

и медалями:
- «За отвагу»,
- «За победу над Германией в Великой Отечественной войне» ,
- «50 лет Вооруженных Сил СССР»
- и др.

## Увековечивание памяти
На здании Университета экономики и права «Крок», расположенном в Киеве на улице Лагерной, дом №30, размещена мемориальная доска (бронза; барельеф; скульптор В.И. Щур).